# Campeonato Pan-Americano de Ginástica de Trampolim de 2024
O Campeonato Pan-Americano de Ginástica de Trampolim de 2024 foi realizado em Lima, Peru, de 17 a 19 de maio de 2024. A competição foi organizada pela Federação Peruana de Ginástica sob a supervisão da União Pan-Americana de Ginástica, e aprovada pela Federação Internacional de Ginástica.

## Medalhistas

### Sênior
| Evento                 | Ouro                                                      | Prata                                                           | Bronze                                                        |
| ---------------------- | --------------------------------------------------------- | --------------------------------------------------------------- | ------------------------------------------------------------- |
| Masculino              |                                                           |                                                                 |                                                               |
| Trampolim individual   | Santiago Ferrari                                          | Elijah Vogel                                                    | Cody Gesuelli                                                 |
| Trampolim sincronizado | Cody Gesuelli Paul Bretscher                              | Lucas Tobias Gabriel Sousa                                      | Alexan Adjemian Etienne Cloutier                              |
| Trampolim por equipes  | México · Jose Mata · Sergio Serrano · David Castillo      | Brasil · Wallace Celestino · Gabriel Sousa · Vinicius Celestino | Argentina · Tobias Gontier · Tomas Roberti · Santiago Ferrari |
| Duplo-mini             | Simon Neufeld                                             | Santiago Ferrari                                                | Tobias Gontier                                                |
| Feminino               |                                                           |                                                                 |                                                               |
| Trampolim individual   | Ava Dehanes                                               | Maria Luiza Oliveira                                            | Rielle Bonne                                                  |
| Trampolim sincronizado | Mariola Garcia Dafne Carolina Loza                        | Ava Dehanes Leah Edelman                                        | Maria Luiza Marcante Luara Rezende                            |
| Trampolim por equipes  | Estados Unidos · Leah Edelman · Logan McCoy · Ava Dehanes | Canadá · Kasha Noga-Bard · Kalena Soehn · Rielle Bonne          | México · Mariola Garcia · Michelle Cuevas · Patricia Pavon    |
| Duplo-mini             | Kalena Soehn                                              | Mckayla Maureen                                                 | Maya Quinteros                                                |

### Juvenil
| Evento                 | Ouro                         | Prata                                | Bronze                                   |
| ---------------------- | ---------------------------- | ------------------------------------ | ---------------------------------------- |
| Masculino              |                              |                                      |                                          |
| Trampolim individual   | Arthur Ferreira              | Nate Erkert                          | Jorge Montijo                            |
| Trampolim sincronizado | Icaro Amorim Arthur Ferreira | Roberto Gutierrez Santiago Gutierrez | Rafael Pikofsky-Christiansen Mick Seyler |
| Duplo-mini             | Tristan Bloom                | Santiago Verasay                     | Não premiado                             |
| Feminino               |                              |                                      |                                          |
| Trampolim individual   | Alexandra Mytnik             | Grace Danley                         | Gabriela Rodrigues                       |
| Trampolim sincronizado | Grace Danley Annabella Ursu  | Julia Silva Eduarda Vicente          | Ariana Asper Luciana Meneses             |
| Duplo-mini             | Brooklyn Lee-Mcmeeken        | Maria Carvalho                       | Ariana Asper                             |

## Quadro de medalhas
*   país anfitrião (Peru)
| Pos.               | País               | Ouro | Prata | Bronze | Total |
| ------------------ | ------------------ | ---- | ----- | ------ | ----- |
| 1                  | Estados Unidos     | 5    | 4     | 2      | 11    |
| 2                  | Canadá             | 4    | 2     | 2      | 8     |
| 3                  | Brasil             | 2    | 5     | 2      | 9     |
| 4                  | México             | 2    | 1     | 2      | 5     |
| 5                  | Argentina          | 1    | 2     | 2      | 5     |
| 6                  | Bolívia            | 0    | 0     | 3      | 3     |
| Total (6 entradas) | Total (6 entradas) | 14   | 14    | 13     | 41    |